# وليم ديفيس (قاضي)
وليم ديفيس (بالإنجليزية: William Davis) هو قاضي بريطاني، ولد في 20 يونيو 1954.